# Zor (wielerploeg)
Zor was een Spaanse wielerploeg die werd opgericht in 1981 en opgeheven in 1986. De ploeg won viermaal het ploegenklassement van de Ronde van Spanje, in 1981, 1983, 1985 en 1986.

## Bekende ex-renners
- Ángel Arroyo
- Alberto Fernández Blanco
- Álvaro Pino
- Faustino Rupérez
- Peter Pieters